# Nguyễn Thiện Thuật
Nguyễn Thiện Thuật (1844-1926), tên tự là Mạnh Hiếu, còn gọi là Tán Thuật (do từng giữ chức Tán tương), lãnh tụ cuộc khởi nghĩa Bãi Sậy, một trong các cuộc khởi nghĩa của phong trào Cần Vương chống Pháp cuối thế kỷ 19.

## Tiểu sử
Nguyễn Thiện Thuật sinh năm Giáp Thìn (1844), quê làng Xuân Dục huyện Đường Hào (nay là làng Xuân Đào, xã Xuân Dục, thị xã Mỹ Hào, tỉnh Hưng Yên), là con cả của một gia đình nhà nho nghèo, thuộc dòng họ hậu duệ của Nguyễn Trãi. Cha ông là tú tài Nguyễn Tuy làm nghề dạy học, các em trai ông là Nguyễn Thiện Dương và Nguyễn Thiện Kế sau này cũng đều tham gia khởi nghĩa Bãi Sậy.
Năm 1874, khi đã đỗ Tú tài, ông được cử làm Bang biện do có công đánh giặc ở Kinh Môn tỉnh Hải Dương. Năm Bính Tý (1876) ông tiếp tục dự kỳ thi Nho học nhưng chỉ đậu cử nhân, cùng khoa thi này Phan Đình Phùng vào năm sau đỗ Đình nguyên Tiến sĩ. Sau đó Nguyễn Thiện Thuật được thăng chức Tri phủ ở Từ Sơn tỉnh Bắc Ninh. Rồi ông được bổ nhiệm giữ chức Tán tương quân vụ tỉnh Hải Dương. Năm 1881 ông giữ chức Chánh sứ sơn phòng tỉnh Hưng Hóa kiêm chức Tán tương quân vụ tỉnh Sơn Tây. Khi Pháp đánh chiếm Bắc Kỳ lần thứ hai năm 1882-1883, Nguyễn Thiện Thuật đã kháng lệnh triều đình nhà Nguyễn, quyết tâm đánh Pháp.
Vào khoảng đầu năm 1883 ông sang Đông Triều, tỉnh Quảng Ninh ngày nay, chiêu mộ nghĩa quân và liên kết với Đinh Gia Quế, người huyện Khoái Châu tỉnh Hưng Yên, lập căn cứ ở Bãi Sậy (quê Đinh Gia Quế) để chống Pháp. Cuối năm 1883, sau khi ký hiệp ước Harmand, vua Tự Đức ra lệnh bãi binh ở Bắc Kỳ, nhưng Nguyễn Thiện Thuật kháng chỉ và lên Hưng Hóa, Tuyên Quang cùng với Nguyễn Quang Bích tiếp tục kháng chiến.
Năm 1884 thành Hưng Hóa thất thủ, ông tiếp tục rút lên thành Lạng Sơn phối hợp với Lã Xuân Oai, Tuần phủ Lạng Bình (Lạng Sơn, Cao Bằng) kháng Pháp, cho tới khi thành này thất thủ năm 1885 thì trốn sang Long Châu Trung Quốc.
Tháng 7 năm 1885 vua Hàm Nghi hạ chiếu Cần Vương, Nguyễn Thiện Thuật trở về Bãi Sậy, thay Đinh Gia Quế đã mất, lãnh đạo khởi nghĩa Cần Vương kháng Pháp. Do ông là viên quan tích cực hưởng ứng phong trào Cần Vương nhất ở Bắc kỳ, nên vua Hàm Nghi phong cho ông chức Bắc kỳ Hiệp thống quân vụ đại thần, nhằm làm hạt nhân tập hợp quan lại tiến bộ và dân chúng ở Bắc kỳ để kháng Pháp. Nghĩa quân Bãi Sậy của Nguyễn Thiện Thuật đã áp dụng chiến thuật du kích, dựa vào sự ủng hộ của dân chúng, lúc ẩn lúc hiện, đánh úp đồn trại Pháp trên đường Hà Nội - Hưng Yên - Hải Dương, hay dựa vào địa thế sình lầy, lau sậy um tùm dễ tiến thoái của căn cứ, để chống Pháp càn quét vào Bãi Sậy.
Cuộc khởi nghĩa Bãi Sậy lan rộng ra khắp tỉnh Hưng Yên và các tỉnh Thái Bình, Hải Dương, liên kết được với một số lãnh tụ Cần Vương khác như Tạ Hiện ở Thái Bình, Nam Định,... tạo thành cả một phong trào sâu rộng ở các tỉnh đồng bằng Bắc bộ, suốt những năm (1885-1889).
Năm 1888 Pháp cho Hoàng Cao Khải đem quân đàn áp. Tán Thuật trao quyền chỉ huy cho em trai là Nguyễn Thiện Kế và tùy tướng là Đốc Tít (Nguyễn Đức Mậu), rồi sang Trung Quốc tìm gặp Tôn Thất Thuyết bàn cách tăng viện, nhưng việc không thành. Ông mất vì bệnh ngày 25 tháng 5 năm 1926 và được an táng tại trên quả đồi thuộc hương Quan Kiều, ngoại vi thành phố Nam Ninh, tỉnh Quảng Tây (Trung Quốc). Bia mộ khắc dòng chữ "Việt Nam cách mạng. Cố tướng quân Nguyễn Công Thiện Thuật - chi mộ". Vào năm 1990, Việt kiều ở Trung Quốc đã di chuyển phần mộ Nguyễn Thiện Thuật từ đồi hương Quan Kiều về đồi hương Đại Lĩnh, phía nam thành phố Nam Ninh.
Năm 2005 mộ của ông được di dời về Việt Nam, cải táng tại quê hương Xuân Dục, huyện Mỹ Hào, được công nhận di tích. Ngày nay, tại Việt Nam đang có những con đường, phố và ngôi trường mang tên ông.

## Gia đình
Nguyễn Thiện Thuật là thông gia với Phó bảng Vũ Chu (cháu nội của Vũ Miên), người giúp đỡ cho cuộc khởi nghĩa Bãi Sậy.
Ông có một người con trai tên là Nguyễn Văn Sâm, có tham gia khởi nghĩa Bãi Sậy lúc nhỏ, sửa chữa các công trình trong hoàng thành rồi ông vào Nam sinh sống. Ông Sâm có một người con trai tên Nguyễn Văn Long đã tham gia hoạt động cách mạng, là bí thư Biên Hòa đầu tiên. Sau năm 1954, ông Long tập kết ra Bắc, làm giám đốc Công an Hà Nội trong nhiều năm. 